# Final Fantasy X-2
Final Fantasy X-2 (яп. ファイナル ファンタジー X-2, Файнару Фантадзі Тен Цу) — японська рольова гра, продовження Final Fantasy X, видана компанією Square у 2003 році. Гра є першим безпосереднім сіквелом у всій серії Final Fantasy (крім непрямого сіквелу Final Fantasy V — аніме Final Fantasy: Legend of the Crystals). Це також перша гра у серії, в якій кількість ігрових персонажів обмежена всього трьома (всі вони — дівчата), та у якій у більшість локацій можна потрапити практично з самого початку гри та одна з небагатьох ігор серії з декількома закінченнями. Крім цього, у грі була представлена система дрес-сфер, що є варіацією класичної для серії системи професій.
Дія гри відбувається через два роки після подій Final Fantasy X. На відміну від інших ігор серії, гравець керує не великою групою персонажів, а лише трьома дівчатами: Ріккі (Rikku), Юна (Yuna) та Пейн (Pain). Події гри розгортаються в тому самому ж світі, що і Final Fantasy X. У грі були змінені і/або прибрані деякі локації. Додані нові міні-ігри, а також покращені старі. Змінена система навичок героїнь. Тепер персонаж може мати будь-яку професію.
Гра була високо оцінена критиками та мала великий комерційний успіх. Продажі в усьому світі склали 4 мільйони копій; у 2004 році героїня гри Ріккі отримала нагороду Academy of Interactive Arts & Sciences у номінації «Найкращий жіночий персонаж». У рейтингу «ста найкращих ігор всіх часів та народів» журналу Famitsu (2006) гра зайняла тридцять друге місце. Грі була присвоєна оцінка 86 % виданням GameRankings та 85 % — Metacritic. Тим не менше, у багатьох відданих шанувальників серії гра викликала негативну реакцію через підкреслену несерйозність та відхід від сюжетної глибини, релігійних та філософських відсилань оригінальної Final Fantasy X.